# Leiognathus longispinis
Leiognathus longispinis är en fiskart som först beskrevs av Achille Valenciennes, 1835.  Leiognathus longispinis ingår i släktet Leiognathus och familjen Leiognathidae. Inga underarter finns listade i Catalogue of Life.